# Хао Цзялю
Сунь Івень (нар. 20 серпня 1987 року) — китайська фехтувальниця (шпага), срібна призерка Олімпійських ігор 2016 року в командній шпазі.

## Виступи на Олімпіадах
| Олімпіада | Дисципліна     | Місце |
| --------- | -------------- | ----- |
| Ріо 2016  | командна шпага | 2     |